# Itame aniusaria
Itame aniusaria är en fjärilsart som beskrevs av Walker 1862. Itame aniusaria ingår i släktet Itame och familjen mätare. Inga underarter finns listade i Catalogue of Life.